# Asia Rugby Women's Championship Division 1
El Asia Rugby Women's Championship Division 1 (Campeonato Femenino Asiático de Rugby División 1) es un torneo internacional de selecciones nacionales femeninas de rugby pertenecientes a Asia Rugby.

## Historia
El torneo se fundó en 2010 como la Copa de desarrollo de la asociación asiática de rugby coronando como primer campeón de la competición al seleccionado de Laos.

## Campeonatos

### ARFU Development Cup
| Edición | Año  | Campeón | 2º puesto | 3º puesto | 4º puesto |
| ------- | ---- | ------- | --------- | --------- | --------- |
| I       | 2010 | Laos    | Filipinas | Tailandia |           |
| II      | 2011 | China   | Tailandia | Filipinas | Laos      |

### Asia Rugby Women's Championship Division 2
| Edición | Año  | Campeón  | 2º puesto | 3º puesto | 4º puesto |
| ------- | ---- | -------- | --------- | --------- | --------- |
| I       | 2012 | Singapur | Tailandia | Filipinas | Laos      |

### Asia Rugby Women's Championship Division 1
| Edición | Año  | Campeón  | 2º puesto | 3º puesto | 4º puesto |
| ------- | ---- | -------- | --------- | --------- | --------- |
| I       | 2018 | Singapur | Filipinas | India     |           |
| II      | 2019 | China    | Filipinas | India     | Singapur  |

## Posiciones
- Número de veces que los equipos ocuparon cada posición en todas las ediciones.

| Equipo    | Campeón | 2º puesto | 3º puesto | 4º puesto |
| --------- | ------- | --------- | --------- | --------- |
| Singapur  | 2       |           |           | 1         |
| China     | 2       |           |           |           |
| Laos      | 1       |           |           | 2         |
| Filipinas |         | 3         | 2         |           |
| Tailandia |         | 2         | 1         |           |
| India     |         |           | 2         |           |